# Alessandro Alessandroni
Alessandro Alessandroni (* 16. März 1925 in Rom; † 26. März 2017 ebenda) war ein italienischer Musiker und Komponist. Er spielte verschiedene Musikinstrumente, unter anderem Gitarre, Mandoline, Sitar, Akkordeon, Klavier und komponierte die Filmmusik für über 40 Filme.

## Leben
Alessandroni wuchs in Soriano nel Cimino nördlich von Rom auf. Seine Eltern besaßen ein Friseurgeschäft, in dem auch musiziert wurde. „Wir hatten dort Musikinstrumente: Gitarre, Mandoline und Mandola.“ Er lernte Gitarre und kaufte sich mit 13 Jahren eine Mandoline. Als junger Musiker beschäftigte er sich mit der Volksmusik seiner Heimat der Region Latium. Gegen Ende seiner Schulzeit machte er an den Wochenenden Tanzmusik. Er unternahm eine Reise durch Europa, spielte Klavier und sang in verschiedenen Clubs. Zurück in Italien gründete Alessandroni das Gesangs-Quartett Le 4 caravelle und trat in der populären TV-Show Canzonissima auf. Als Pfeifer und Gitarrist arbeitete Alessandroni mit seinem Freund aus Kindertagen, Ennio Morricone, an vielen Filmmusiken für Italowestern.
Morricones Orchestrierung ist oft eine ungewöhnliche Kombination von Instrumenten und Stimmen. Alessandroni kann als Pfeifer unter anderem in der Filmmusik von Sergio Leones Filmen Für eine Handvoll Dollar, Für ein paar Dollar mehr und Spiel mir das Lied vom Tod gehört werden. Sein Gesangsquartett erweiterte sich zu einer 16 Mitglieder starken Gruppe und nannte sich I Cantori Moderni. Auch als selbständiger Komponist verantwortete er Filmmusiken. Bis ins hohe Alter gab Alessandroni Konzerte in ganz Europa. Auf dem Album Rome von Danger Mouse und Daniele Luppi, erschienen im Jahr 2011, ist Alessandroni mit seinem Chor zu hören.

## Filmografie (Auswahl)

### Begleitmusiker
- 1964: Für eine Handvoll Dollar (Per un pugno di dollari)
- 1965: Für ein paar Dollar mehr (Per qualche dollaro in più)
- 1966: Zwei glorreiche Halunken (Il buono, il brutto, il cattivo)
- 1968: Spiel mir das Lied vom Tod (C’era una volta il West)
- 1968: Schweden – Hölle oder Paradies? (Svezia, inferno e paradiso), darin sein Lied "Mah Nà Mah Nà"

### Filmkomponist
- 1967: Leg ihn um, Django (Vado … l’ammazzo e torno)
- 1969: La taglia è tua … l’uomo l’ammazzo io
- 1969: Lesbos – Hohe Schule der Liebe (Lesbo)
- 1971: Lady Frankenstein (La figlia di Frankenstein)
- 1971: Sando Kid spricht das letzte Halleluja (Un dolár para Sartana)
- 1974: Dicke Luft in Sacramento (Di Tresette ce n’è uno, tutti gli altri son nessuno)
- 1974: La signora gioca bene a scopa?
- 1975: Von Wölfen gehetzt (Zanna Bianca e il cacciatore solitario)
- 1976: Blut eines Bullen (Sangue di sbirro)

## Diskografie (Auswahl)
- 1973: Simbad e il Califfo di Bagdad (EP; Nazionalmusic)
- 1974: Le Tour du Monde des Amoureux de Peynet (mit Ennio Morricone; Seven Seas)
- 1974: Spontaneous (Edizioni RCA)
- 2015: Alessandro Alessandroni (Cometa Edizioni Musicali)
- 2017: Lost & Found. Unreleased Soundtracks and Library Treasures from an Italian Maestro (1972–1978) (Four Flies Records)
- 2019: Afro Discoteca (Four Flies Records)